# Mo Jen
Mo Jen (česky Nemluvit, pinyin Mo Yan, vlastním jménem Guan Moye, * 17. února 1955, Gaomi, Šan-tung) je čínský spisovatel. V roce 2012 obdržel Nobelovu cenu za literaturu.

## Životopis
Mo Jen se narodil do zemědělské rodiny v městečku provincie Šan-tung. Jeho dědeček zakoupil pole (1,5 ha) a z toho důvodu byla rodina označena za kapitalisty. Rodiče pak během tzv. Velkého skoku pracovali v kalírně oceli a později byli odesláni na převýchovu. Mo Jen vyrůstal s babičkou a byl vyloučen ze školy. V jedenácti pracoval s dobytkem a poté v továrně na zpracování bavlny. Těžký život v dětství se pak projevoval v jeho literárním díle.
Na konci kulturní revoluce, v roce 1976, vstoupil do čínské armády, která mu zajistila lepší společenské postavení. Jako voják v roce 1981 napsal svůj první román Průsvitná mrkev. V 80. letech se věnoval studiu evropské kultury. Hlásí se ke spisovatelům jako David Herbert Lawrence, Ernest Hemingway, Franz Kafka, James Joyce, Heinrich Böll, Albert Camus, Günter Grass, ale především William Faulkner a Gabriel García Márquez, kteří silně ovlivnili jeho tvorbu. Během reforem Teng Siao-pchinga mu bylo umožněno publikovat a od roku 1984 i vyučovat na katedře literatury Vojenské kulturní akademie. V románech odsuzuje korupci a centrální plánování, přesto je považován za spisovatele blízkého Čínské komunistické straně. Je místopředsedou Svazu čínských spisovatelů. Ve svém projevu se pozitivně vyjadřoval o Mao Ce-tungovi. Z tohoto důvodu bylo udělení Nobelovy ceny za literaturu v roce 2012 považováno za kontroverzní.
Je propagátorem četby světové literatury v Číně. Na Frankfurtském knižním veletrhu v roce 2009 prohlásil, že literatura může překonávat bariéry, které oddělují země a národy. Jako pseudonym si zvolil slovo nemluv - říká, že se vyjadřuje otevřeněji, než by čínská společnost přála. Slovem "nemluv" jej také napomínali rodiče jako malého chlapce v době kulturní revoluce.
V roce 2024 na čelil žalobě čínského blogera „za urážku čínských hrdinů“. Čínská vláda se ke kauze nevyjádřila, ale ve veřejném prostoru vznikla debata, zda je Mo Jen dostatečným patriotem.
| „                                                      | Čínský spisovatel by se neměl bát kritizovat a ukazovat na temné stránky společnosti i lidské povahy. Neměli bychom ale mluvit jedním hlasem. Někomu je příjemnější křičet na ulicích a mluvit do světa, jiný svůj názor raději ve skrytu napíše do vlastní knihy. | “ |
| — Mo Jen na Frankfurtském knižním veletrhu v roce 2008 | |   |

## Dílo
- 1981 – Průsvitná mrkev

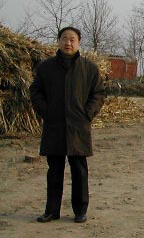
Mo Jen

- 1984 – Radost – třinácti příběhů (anglicky 2002)
- 1987 – Rod rudého čiroku (anglicky 1993) Román z období 20. a 30. let v rozbouřené Číně, plné boje a odboje mezi komunisty, nacionalisty a Japonci. Láska, humor, krutost se mísí s ideologií. V Číně dílo čelilo kritice za zpochybňování oficiální historie komunistické strany.
- 1993 – Země alkoholu (anglicky 2000, česky 2015 v překladu Denise Molčanova, vyd. Mladá fronta)
- 1995 – Česnekové povídky (anglicky 1995)
- 1995 – Krev a mlíko (anglicky 2005, česky 2013 v překladu D. Molčanova, vyd. Mladá fronta): Na příběhu malého chlapce je zobrazen historický vývoj Číny ve 20. století. Popisuje pád císařství, občanskou válku, napadení Japonskem, boj komunistů s Japonci i Čankajškem, hladomor, kulturní revoluci a 80. léta.[6]
- 2002 – Hlavně se zasmát (poprvé vyšlo anglicky)
- 2006 – Strasti životů a smrtí (anglicky 2008)
- 2012 – Wa (vyšlo jen čínsky)
- 2013 – Santalová smrt
- 2016 – Velký třesk, (česky 2016 v překladu Denise Molčanova, vyd. Dauphin)

### Česká vydání
- MO, Jen. Krev a mlíko. Překlad Jiří Troskov. Praha: Mladá fronta, 2013. 616 s. ISBN 978-80-204-2907-0.
- MO, Jen. Velký třesk. Překlad Denis Molčanov. Praha: Dauphin, 2016. 152 s. ISBN 978-80-7272-863-3.
- MO, Jen. Země alkoholu. Překlad Pavel Kadlec. Praha: Mladá fronta, 2015. 336 s. ISBN 978-80-204-3000-7.
- MO, Jen. Rod rudého čiroku. Překlad Denis Molčanov. [s.l.]: Verzone, 2022. 464 s. ISBN 978-80-87971-48-2.

V češtině do roku 2012 nevyšla žádná jeho kniha. Byla přeložena povídka Zemljankové radosti (překlad Denis Molčanov) a Vyschlá řeka, za jejíž překlad dostal František Reismüller Cenu Česko-čínské společnosti pro mladé sinology. Do angličtiny překládá jeho dílo převážně Howard Goldblatt (* 1939), profesor východoasijských jazyků a literatury na univerzitě Notre Dame.
Podle románu Mo Jena byl v roce 1987 natočen čínský film Rudé pole, který na filmovém festivalu v Západním Berlíně získal ocenění Zlatého medvěda. Podle románu Hlavně se zasmát byl natočen film Šťastné chvíle.

## Nobelova cena
11. října 2012 mu byla udělena Nobelova cena za literaturu. Při udělení Švédská akademie ocenila, že "dokáže s halucinačním realismem spojovat lidové příběhy, dějiny a současnost". Dostal ji jako druhý Číňan po Kao Sing-ťienovi, který žije v emigraci ve Francii a jeho knihy jsou v Číně zakázány. Udělení ceny kritizoval obhájce lidských práv Tcheng Piao. Čínský spisovatel Ma Jian, žijící v Londýně, odsoudil Mo Jena za nedostatek solidarity se zakázanými čínskými autory a mlčení k osudu čínských disidentů. Naopak oficiální deník Žen-min ž’-pao Mo Jenovi k udělení ceny blahopřál. Druhý den po udělení ceny se však Mo Jen v prvním rozhovoru s médii vyslovil za propuštění vězněného disidenta Liou Siao-po, nositele Nobelovy ceny za mír z roku 2010.

## Zajímavost
Mo Jen mluví pouze čínsky. Román Strasti života a smrti obsahuje přes 500 000 čínských znaků, které psal inkoustem a štětcem pouhých 42 dnů.